# Снигур, Дарья Сергеевна
Дарья Сергеевна Снигур (укр. Дарія Сергіївна Снігур; род. 27 марта 2002) — украинская теннисистка, победительница одного юниорского турнира Большого шлема в одиночном разряде (Уимблдона-2019).

## Биография
В январе 2016 года стала победительницей юниорского теннисного турнира Christmas Cup.
С 2017 года занималась в киевской Международной теннисной академии.
В 2019 году достигла ряда успехов в юниорских соревнованиях, в частности дошла до полуфинала Открытого чемпионата Австралии и одержала победу в Уимблдонском турнире, обыграв в финале американку Алексу Ноэль. Журналисты отмечали агрессивный и непредсказуемый стиль игры Снигур, несмотря на не слишком сильную подачу.
После сезона 2019 года завершила юниорскую карьеру.
В 2022 году впервые успешно преодолела квалификацию Открытого чемпионата США, дебютировав в основной сетке турнира Большого шлема. Сумела добраться до второго раунда турнира, обыграв в первом матче Симону Халеп в трёх партиях.
С 2022 года живёт в Варшаве. Тренируется у Ларисы Савченко-Нейланд.
В июле 2023 года в одиночном разряде стала победительницей 100-тысячного турнира ITF Open Araba en Femenino в Витория-Гастейсе (Испания), где она в финале победила француженку Жессику Понше со счётом 3-6, 6-4, 6-1.

## Итоговое место в рейтинге WTA по годам
| Год  | Одиночный рейтинг | Парный рейтинг |
| 2023 | 121               |                |
| 2021 | 106               |                |
| 2021 | 183               |                |
| 2020 | 218               |                |
| 2019 | 311               |                |

## Финалы юниорских соревнований на турнирах Большого шлема

### Одиночный разряд: 1 титул
| результат | год  | турнир              | поверхность | противница   | счет     |
| --------- | ---- | ------------------- | ----------- | ------------ | -------- |
| победа    | 2019 | Уимблдонский турнир | трава       | Алекса Ноэль | 6-4, 6-4 |